# The Loon
Pour les articles homonymes, voir Loon.
Albums de Tapes 'n Tapes
Tapes 'n Tapes
(2004) Walk It Off
(2008)
The Loon est le premier album du groupe de rock indépendant Tapes 'n Tapes. Il a d'abord été réalisé en octobre 2005 sur le propre du groupe label Ibid Records avant de connaître une sortie sur le marché britannique par le label XL Recordings en juillet 2006.
Cet album a reçu un très bon accueil critique et a notamment été comparé à certains albums des Pixies ou de Pavement,. Le site de critique sur internet Pitchfork a lui aussi participé au bon lancement de ce premier album, en lui donnant une note de 8,3/10 et en publiant une critique positive.
Les titres Insistor et Cowbell sont sortis en single sur XL Recordings en 2006. Insistor est aussi partie intégrante de la bande son du jeu vidéo Major League Baseball 2K7. 

## Liste des titres
1. Just Drums – 3:44
2. The Illiad – 2:15
3. Insistor – 4:20
4. Crazy Eights – 3:24
5. In Houston – 4:04
6. Manitoba – 4:12
7. Cowbell – 2:33
8. 10 Gallon Ascots – 5:02
9. Omaha – 3:32
10. Buckle – 3:40
11. Jakov's Suite – 4:37